# 's-Heerenberg

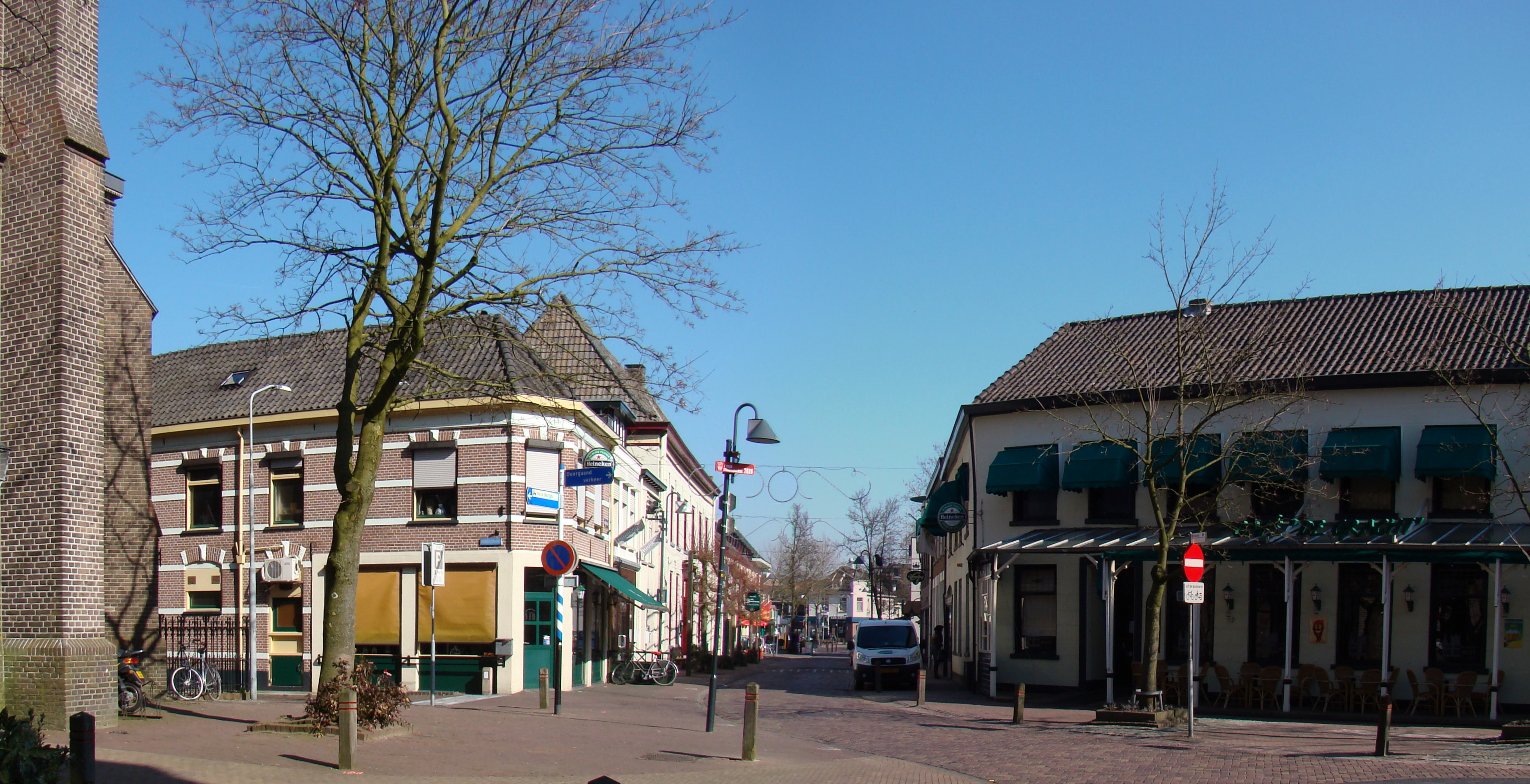
Molenstraat te 's-Heerenberg

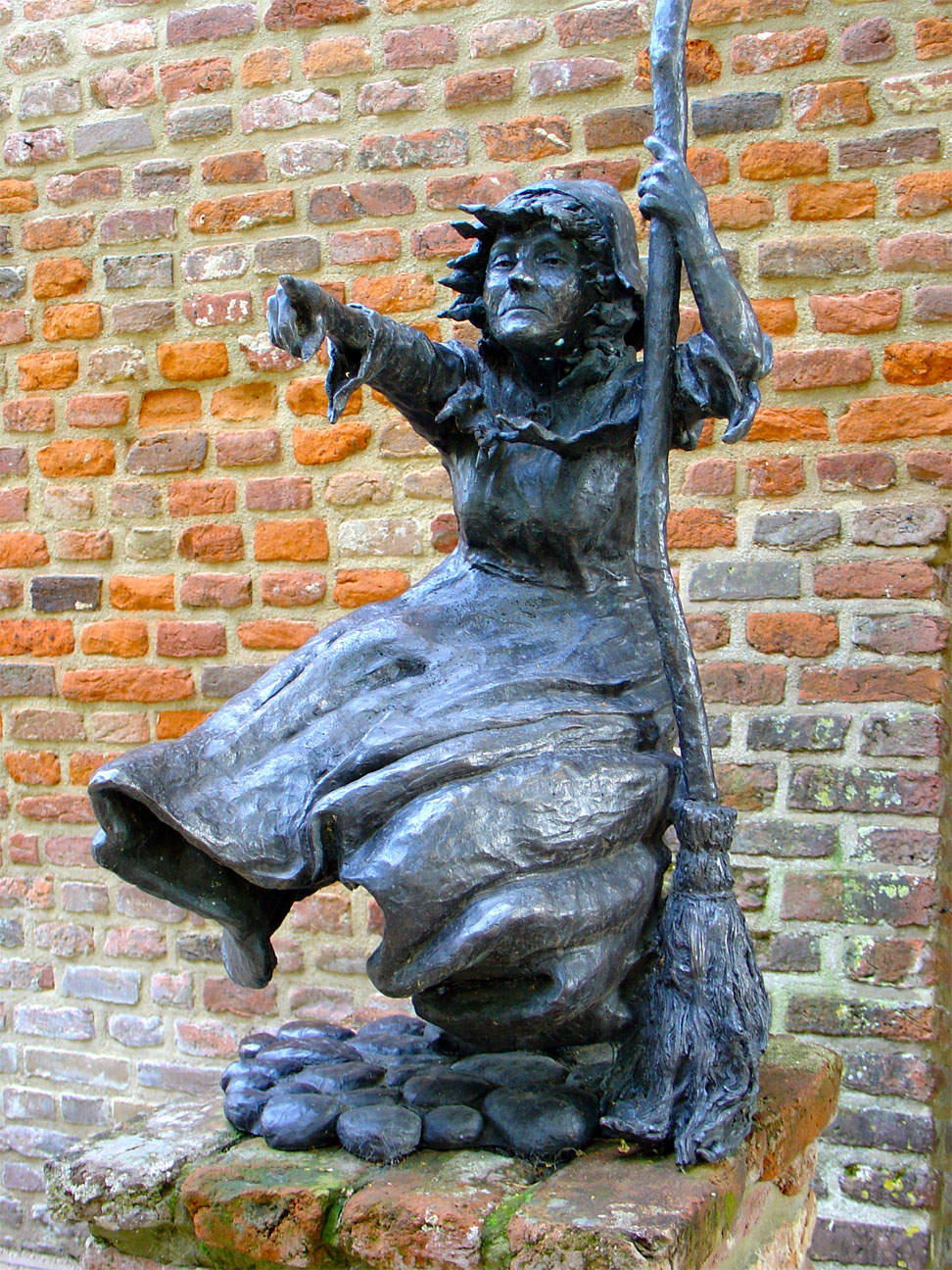
De heks van 's-Heerenberg (Mechteld ten Ham)

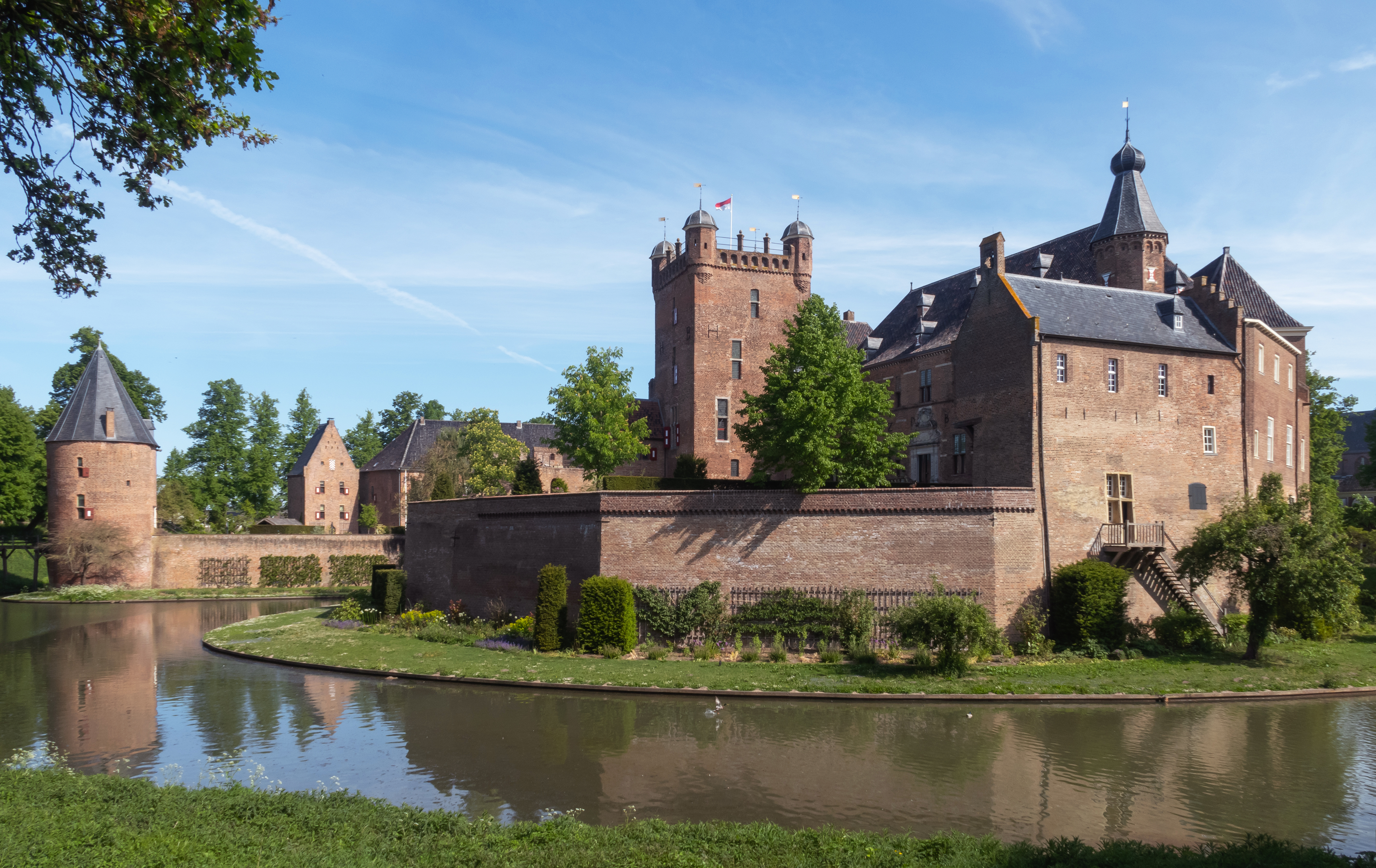
Huis Bergh

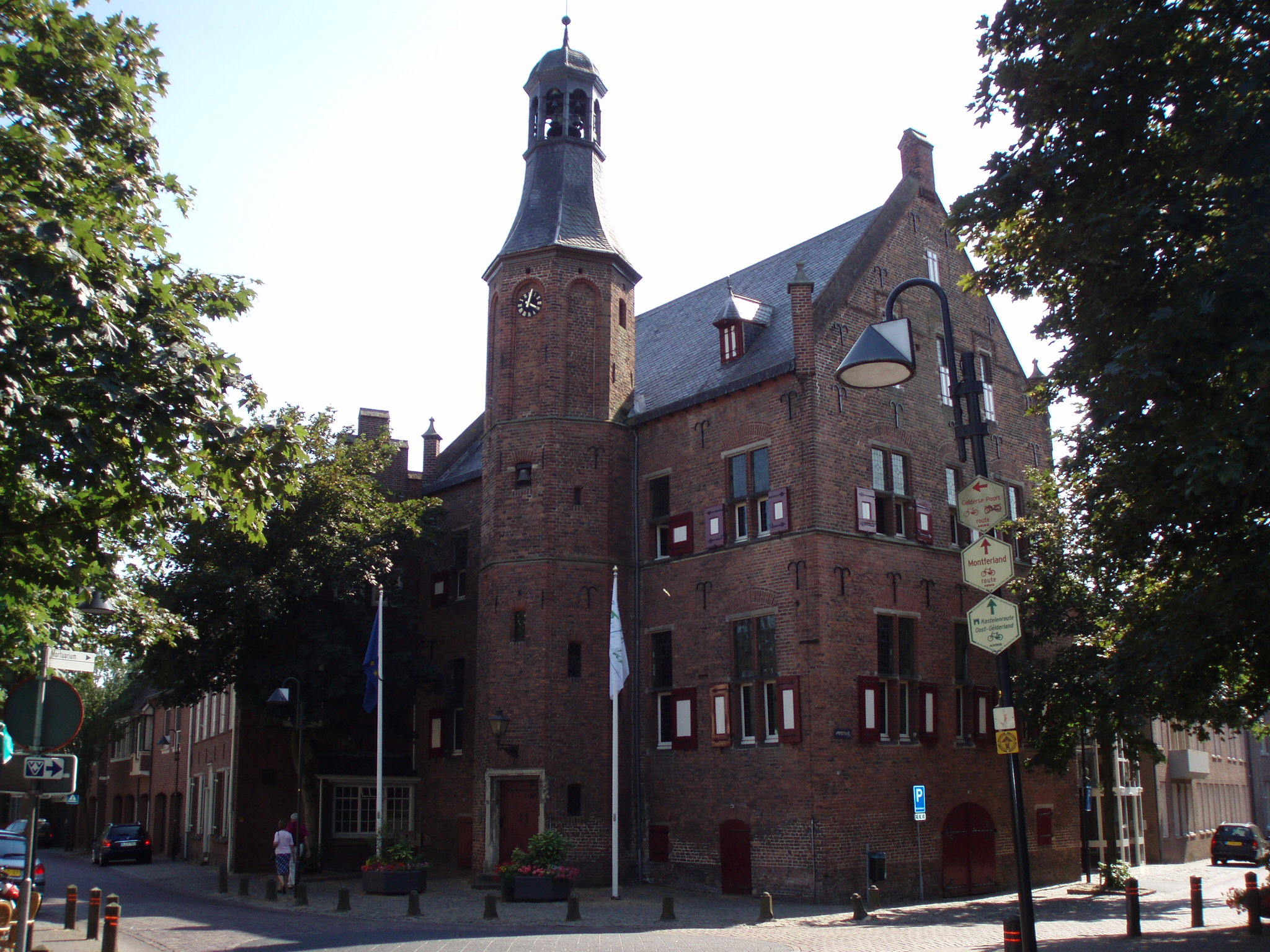
Het 16de-eeuwse raadhuis in 's-Heerenberg

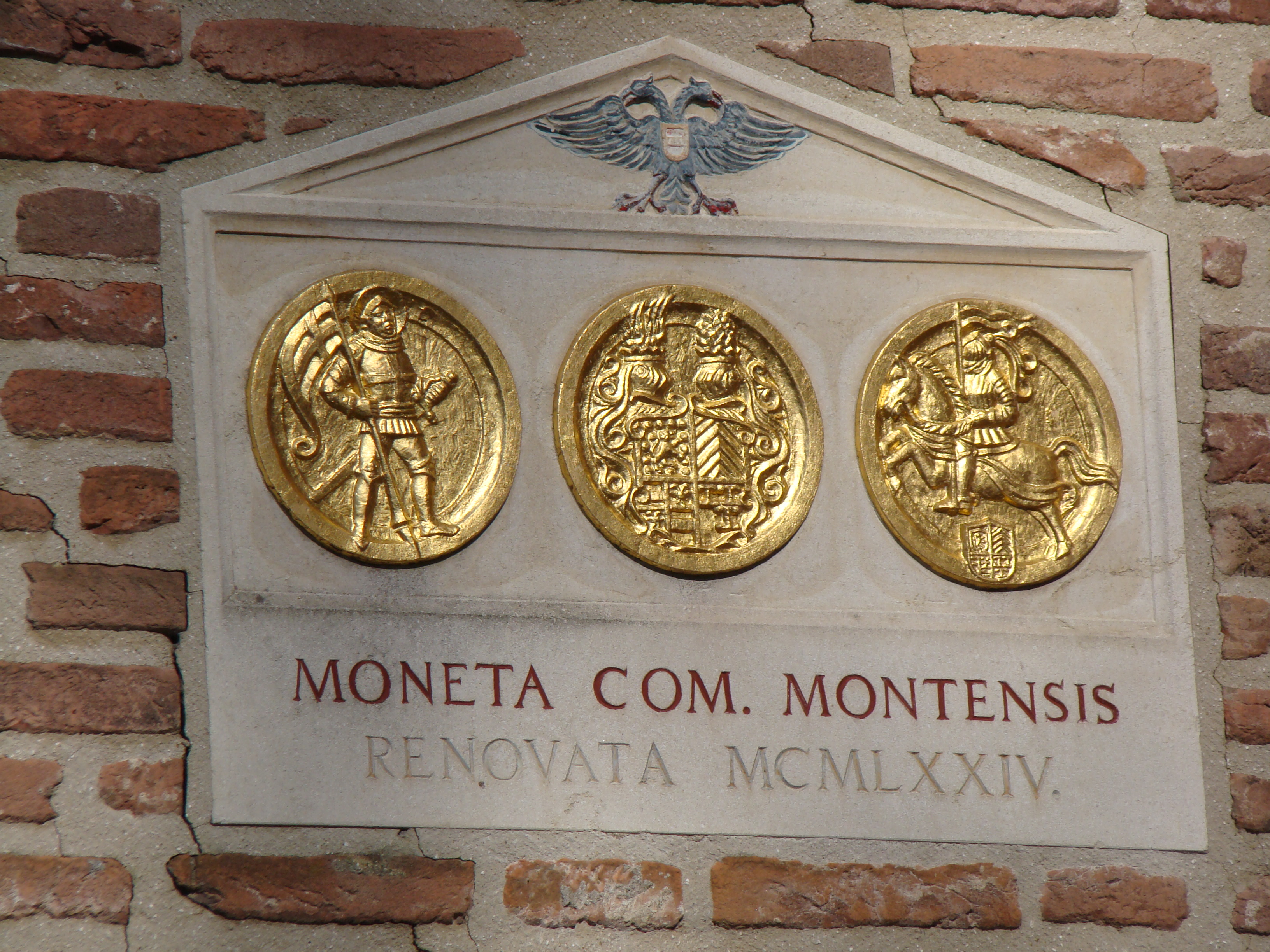
Muntrecht van 's-Heerenberg

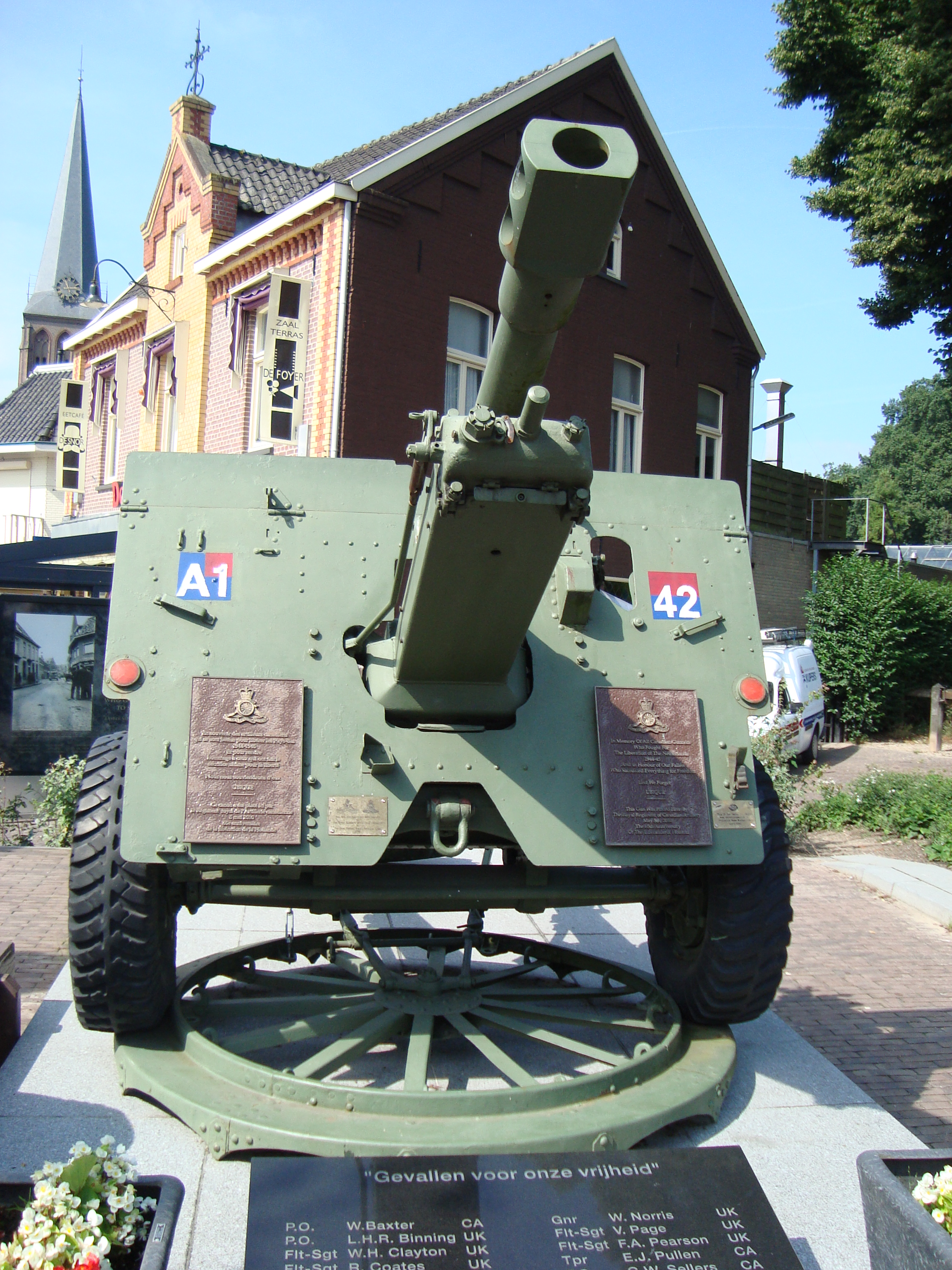
Canadees kanon op de Bleek/Molenpoortstraat

's-Heerenberg (Nederfrankisch / Liemers: 's-Heerenbarg of Sirrebarreg/Sirrebarg) is een Nederlandse stad, gelegen in de Gelderse streek de Liemers (voorheen Land van den Bergh).  's-Heerenberg verkreeg op 8 september 1379 stadsrechten van Willem I van den Bergh. In de negentiende eeuw was 's-Heerenberg gedurende enkele jaren een zelfstandige gemeente, tot 1 januari 1821. Daarna maakte de stad deel uit van de gemeente Bergh, die per 1 januari 2005 opging in de gemeente Montferland. 's-Heerenberg telde in 2023 8.795 inwoners.

## Geschiedenis en bezienswaardigheden
In 's-Heerenberg bevindt zich kasteel Huis Bergh, waar de heren van den Bergh zetelden. In het kasteel zijn tal van schilderijen van oude Italiaanse meesters te bezichtigen. Ook het oude stadscentrum met onder andere de omwalling en de Plantage, een parkbos juist ten westen van Huis Bergh, trekken veel toeristen. In de directe omgeving ligt het natuurgebied Montferland, een heuvelachtig bosgebied tot 93 meter hoog dat door fietsers, wandelaars en paardrijders druk bezocht wordt.
Het Neije Raethuys werd in 1531 gebouwd ter vervanging van het Ailde Raethuys aan de Kellenstraat. Van oudsher is het raadhuis het bestuurscentrum van zowel de stad als van het land van den Berge. Vergaderingen van de magistraat en van de geërfden van het graafschap Bergh hebben hier plaatsgevonden. Daarnaast werd er recht gesproken. In de kelder bevond zich een gevangenis en heden ten dage is voor het raadhuis een schandpaal opgesteld. De raadhuisklok uit 1526 werd in vroeger tijden gebruikt om de burgers bijeen te roepen voor vergaderingen en bij rampen zoals branden. Het raadhuis werd in de jaren 1914-1918 gerestaureerd. Verder is er ook nog de Boetselaersborg, een klein kasteeltje aan het Kattenburg. Dit kasteeltje behoort tot de bezittingen van Huis Bergh en is niet van binnen te bezichtigen.
Stadsmuseum Bergh is sinds 2017 te bezoeken in het Joannes van Esserenhuis aan de Marktstraat.
Zowel Burgers' Zoo als het Wereldmuseum Berg en Dal (voorheen Afrika Museum) hebben hun oorsprong in 's-Heerenberg. Het Afrika Museum is begonnen in het voormalig klooster Don Rua waar tot 1999 het bekende creativiteitscentrum Gouden Handen gevestigd was. De toenmalige paters, die in Afrika de missie bedreven, besloten een museum op te richten.
's-Heerenberg telt 30 rijksmonumenten en 49 gemeentelijke monumenten.

### Mechteld ten Ham en Pim Pandoer
Door het boek Pim Pandoer en de schrik van 's-Heerenberg genoot de stad rond het midden van de 20e eeuw enige bekendheid. Het verhaal is gebaseerd op het leven van een oude weduwe met de naam Mechteld ten Ham die van verschillende zaken door de toenmalige 's-Heerenbergse bevolking beschuldigd werd. Ze werd op 26 juli 1605 op de brandstapel gezet nadat eerder de waterproef bij De Laak in Azewijn had uitgewezen dat ze inderdaad een heks zou zijn. In 's-Heerenberg vindt rond augustus elk jaar een cultureel evenement plaats rondom de oude weduwe, het 'Mechteld Ten Ham weekeinde'.

### Gilde
's-Heerenberg heeft een gilde, het Broederschap St. Antoniusgilde, dat volgens oudheidkundigen zou kunnen dateren uit de 11e eeuw. Uit stukken in het archief van de voormalige gemeente wordt in ieder geval duidelijk dat het in 1574 reeds bestond.

## Horeca
's-Heerenberg heeft mede dankzij het toerisme een levendig uitgaansleven. Er zijn veel cafés te vinden, en een enkele dansgelegenheid. Ook zijn er enkele hotels en restaurants/eetgelegenheden.

### Carnaval
Tijdens carnaval is 's-Heerenberg bekend onder de naam Waskupenstad. De diverse carnavalsoptochten en -feesten trekken tienduizenden bezoekers.

## De grens met Duitsland
Bepalend voor 's-Heerenberg is de ligging tegen de grens met Duitsland. Aan de overzijde van de grens is de Duitse gemeente Emmerik (Duits: Emmerich) (met onder andere het kerkdorp Elten) gelegen. Vanuit 's-Heerenberg zijn er vier grensovergangen. Deze zijn, van oost naar west:
- De grensovergang juist ten oosten van industrieterrein  't Goor. In de jaren 90 is hier een loopbrug gerealiseerd. Deze overgang is toegankelijk voor fietsers en voetgangers. Tot 1987 waren hier de resten van de Zwarte Brug zichtbaar. Toen was er geen mogelijkheid hier de grens te passeren.
- De Nieuwe Grens. Dit is de belangrijkste grensovergang in 's-Heerenberg. De overgang ligt ongeveer een kilometer oostelijk van de oude grens aan de doorgaande weg tussen Doetinchem en Emmerik.
- De Oude Grens. Deze grensovergang ligt aan de rand van het historische centrum van 's-Heerenberg.
- Grensovergang De Linthorst. Deze groene grensovergang ligt ten westen van De Plantage, tussen 's-Heerenberg en Stokkum. Deze route leidt naar de Emmerikse buurtschap Elsepaß. Deze grensovergang is toegankelijk voor fietsers en voetgangers.

In alle gevallen is het riviertje de Wetering de feitelijke grens.

## Canadees kanon als oorlogsmonument
Omdat 's-Heerenberg de eerste stad in Nederland ten noorden van de Rijn is die aan het eind van de Tweede Wereldoorlog werd bevrijd door de Canadezen, werd er op 5 mei 2010 een Canadees kanon op de 's-Heerenbergse Bleek onthuld.

## Religie

### Synagoge
Tot 1949 stond er een kleine synagoge in 's-Heerenberg. Deze is in 1949 gesloopt. Er is een gedenkteken aangebracht op de buitenmuur van Hotel Heitkamp, gevestigd aan de Oudste Poortstraat in 's-Heerenberg.

### Kerkgebouwen
In 's-Heerenberg staan twee kerken. De grootste kerk is de R.K.-kerk H. Pancratius, gelegen tegenover het oude stadhuis, midden in het oude stadscentrum. Deze kerk is ontworpen door Alfred Tepe en een voorbeeld van neogotiek. Daarnaast is er de Nederlands Hervormde kerk, en deze is gelegen naast de oprit tot Huis Bergh. Overigens is slechts een kleine minderheid van de 's-Heerenbergse bevolking van Nederlands-Hervormde signatuur.
In het verleden was er de R.K. Emmauskerk, tussen de Oude Doetinchemseweg en winkelcentrum De Bongerd in het oosten van de stad. In november 2017 is begonnen met de sloop van deze kerk om plaats te maken voor woningen. 

### Seminarie en klooster
Tijdens de Hollandse Zending tussen de jaren 1799 en 1842 was er een seminarie in Huis Bergh gevestigd. Van 1910 tot en met 1971 was er een actief klooster in 's-Heerenberg: Don Rua (voorheen Sint-Bonifatiushuis). Van 1959 tot en met 1971 is daar ook het Kleinseminarie van de order der Salesianen van Don Bosco gevestigd. 

## Ontspanning en sport
's-Heerenberg heeft een rijk verenigingsleven. Zo zijn er muziekvereniging Harmonie Crescendo en voetbalvereniging FC Bergh. Verder is er het 'Laco Sportcentrum 's-Heerenberg' met een zwembad, een sporthal en een fitnesscentrum.
Jaarlijks wordt sinds 1996 op de eerste zondag van december in 's-Heerenberg de Montferland Run gehouden. Het is een van de sterkst bezette 15 km-wedstrijden ter wereld.

## Bekende 's-Heerenbergenaren

### Geboren in 's-Heerenberg
- Oswald I van den Bergh (1442-1506), ridder, heer en graaf
- Willem III graaf van den Bergh (1468-1511), rijksgraaf
- Petrus Montanus (1468-1507), rector van de Latijnse school in Amersfoort
- Willem IV van den Bergh (1537-1586), stadhouder van Gelre en Zutphen
- Mechteld ten Ham (-1605), de "heks" van 's-Heerenberg
- Johan Burgers (1870-1943), oprichter Koninklijke Burgers' Zoo
- Jan Ysbrands Galama (1885-1942), pastoor
- Lucie Burgers (1898-1974), tweede directeur van Burgers' Dierenpark
- Jozef Rulof (1898-1952), paragnost
- Johan Hendrik Wilhelm Haverkamp (1900-1953), burgemeester
- Carel Jacobs (1909-1980), dirigent, componist, organist
- Frits Spies (1931-1997), kaarsenmaker
- Karl Derksen (1937-2002), katholiek theoloog
- Wim Bosman (1941-2017), transportondernemer
- Marijke van Lente-Huiskamp (tot 2001 Marijke Essers-Huiskamp) (1954),  politica
- Titus Nolte (1955), kunstenaar
- John Leeuwerik (1959), voetballer
- Patrick Beverloo (1967), kunstenaar

### Overleden in ‘s-Heerenberg
- Carolus Antonius Ludovicus van Hugenpoth tot Aerdt (1825-1907), politicus
- Hans Roest (1917-2006), journalist en uitgever

### Woonachtig geweest in 's-Heerenberg
- Dick Mol (1955), amateur-paleontoloog, in de jaren 80
- Stefan Maletić (1987), voetbaltrainer